# Cinnyris mariquensis
Cinnyris mariquensis là một loài chim trong họ Nectariniidae.